# 郭守志
郭守志，中华人民共和国政治人物、全国脱贫攻坚先进个人。

## 生平
郭守志任吉林省财政厅农业处二级主任科员。因在脱贫攻坚战中作出突出贡献，2021年2月25日全国脱贫攻坚总结表彰大会上，郭守志被授予“全国脱贫攻坚先进个人”。